# 印度驻华大使馆
印度驻华大使馆，是印度駐中華人民共和國的外交代表機構，位于北京市朝阳区。
現任駐華大使是罗国栋（Pradeep Kumar Rawat）。